# Recortes de mi vida
Recortes de mi vida (en inglés, Running with Scissors) es una película estadounidense de 2006 dirigida por Ryan Murphy, basada en la novela homónima de Augusten Burroughs de 2002, y protagonizada por Joseph Cross, Annette Bening, Brian Cox, Joseph Fiennes, Evan Rachel Wood, Alec Baldwin, Jill Clayburgh y Gwyneth Paltrow. El relato semiautobiográfico de la infancia de Burroughs (cuando su verdadero nombre todavía era Christopher Robison), basado en su libro más vendido de la lista The New York Times Best Seller, recibió críticas mixtas como película.

## Argumento
Años 70. El joven Augusten Burroughs (Joseph Cross) pertenece a una conflictiva familia de clase media compuesta por un padre alcohólico (Alec Baldwin) y una madre desequilibrada y narcisista (Annette Benning), una poeta que no ha publicado nada, pero que vive obsesionada con la idea de hacerse famosa. La madre envía Augusten a vivir con el doctor Finch (Brian Cox), un psiquiatra muy poco ortodoxo, y su turbulento matrimonio.
De repente, entra en un ambiente que es tan desconocido como imprevisible, y el joven Augusten tiene una relación curiosa con las dos hijas caprichosas del doctor mientras aprende a adaptarse y sobrevivir incluso bajo la más inusual de las circunstancias.

## Reparto
- Annette Bening: Deidre Burroughs
- Brian Cox: Dr. Finch
- Joseph Fiennes: Neil Bookman
- Evan Rachel Wood: Natalie Finch
- Alec Baldwin: Norman Burroughs
- Joseph Cross: Augusten Burroughs
- Jill Clayburgh: Agnes Finch
- Gwyneth Paltrow: Hope Finch
- Gabrielle Union: Dorothy
- Patrick Wilson: Michael Shephard
- Kristin Chenoweth: Fern Stewart
- Colleen Camp: Joan

## Banda original
- The Year of the Cat - Al Stewart
- Poetry Man - Phoebe Snow
- Blinded by the Light - Manfred Mann's Earth Band
- Bennie and the Jets - Elton John
- Bossa Whistle
- Waltz for Debby - The Kronos Quartet
- One Less Bell to Answer - The 5th Dimension
- Spring - Capella Istropolitana
- Quizas, Quizas, Quizas - Nat 'King' Cole
- The Things We Do for Love - 10cc
- Very Early - The Bill Evans Trio
- O Tannenbaum - The Vince Guaraldi Trio
- Re: Person I Knew - The Bill Evans Trio
- Pick Up the Pieces - Average White Band
- My Little Drum - The Vince Guaraldi Trio
- Another Day - Telepopmusik
- Mr. Blue - Catherine Feeny
- Blue Champagne - Tex Beneke
- Stardust - Nat King Cole
- Teach Your Children - Crosby, Stills & Nash